# Camilla Dalby
Camilla Dalby (n. 15 mai 1988, în Randers) este o fostă handbalistă daneză care a jucat pentru clubul Randers HK și pentru echipa națională a Danemarcei. Dalby este stângace și a evoluat pe postul de intermediar dreapta.

## Biografie
Camilla Dalby a început să joace handbal la Spentrup IF. Următorul club a fost Randers Freja după care, din 2010, s-a transferat la Randers HK. În meciul său de debut pentru Randers HK, într-o partidă televizată din Liga Danemarcei împotriva faimoasei Slagelse Dream Team, ea a înscris după doar câteva secunde în poarta apărată de Cecilie Leganger, portarul naționalei Norvegiei. În următoarele două meciuri, împotriva Team Tvis Holstebro și Horsens HK, ea a marcat șase, respectiv șapte goluri.
Dalby a debutat în naționala de junioare a Danemarcei în decembrie 2006 și a jucat 30 de meciuri, în care a înscris 126 de goluri. În 2007, ea a câștigat medalia de aur la Campionatul European U20 din Turcia, iar anul următor medalia de argint la Campionatul Mondial U20, unde a fost principala marcatoare a competiției, cu 65 de goluri, și a fost inclusă în All-Star team.
Camilla Dalby a debutat în naționala de senioare pe 17 octombrie 2007 și, până la 1 decembrie 2012, a jucat 95 de meciuri în care a înscris 282 de goluri. Ea a contribuit la clasarea naționalei Danemarcei pe locul 5 la Campionatul Mondial din 2009, desfășurat în China. În meciul disputat de Danemarca împotriva Franței ea a înscris opt goluri. La Cupa Mondială GF 2010, ea a fost selecționată în All-Star team pe postul de inter dreapta.
La Campionatul European de Handbal Feminin din 2010, Dalby a ajuns cu echipa Danemarcei până în finala mică, unde a fost învinsă de România și s-a clasat pe locul 4.
În 2010, alături de clubul Randers HK, ea a câștigat medalia de argint în Campionatul Danez și Cupa EHF. În 2012, ea a câștigat cu Randers HK titlul național danez.

## Palmares
Echipa națională
- Campionatul European U20:
  -  Medalie de aur: 2007
- Campionatul Mondial U20:
  -  Medalie de argint: 2008

Club
- Liga Campionilor EHF:
  -  Câștigătoare: 2015

- Cupa EHF:
  -  Câștigătoare: 2010

- Liga daneză de handbal:
  - Câștigătoare: 2012
  - Finalistă: 2010, 2011

### Distincții individuale
Conform paginii oficiale a Randers HK:
- Handbalista anului în Danemarca: 2011
- Interul dreapta al All-Star Team la Campionatul Mondial U20 din 2008
- Cea mai bună marcatoare la Campionatul Mondial U20 din 2008 (65 de goluri)
- Cea mai promițătoare handbalistă din Danemarca: sezonul 2007/2008
- Cea mai promițătoare handbalistă de la Randers HK: 2007